# クリストフ・ヴィルヘルム・フーフェラント
クリストフ・ヴィルヘルム・フーフェラント（Christoph Wilhelm Hufeland、1762年8月12日 - 1836年8月25日）は、ドイツの医師。そのドイツ語の著書『医学全書』(Vollständige Darstellung der medicinischen Kräfte)は、緒方洪庵がオランダ語訳から重訳する形で日本語に抄訳した『扶氏経験遺訓』として出版され、幕末の日本の医学に大きな影響を与えた。1806年コテニウス・メダル受賞。